# Pierre-Pascal Keup
Pierre-Pascal Keup (né le 14 janvier 2001 à Aue) est un coureur cycliste allemand, membre de l'équipe Lotto-Kern-Haus. Il participe à des compétitions sur route et sur piste.

## Biographie
En 2018, chez les juniors (moins de 19 ans), Pierre-Pascal Keup se classe troisième du championnat d'Allemagne d'omnium. L'année suivante, il est médaillé de bronze de la poursuite par équipe aux championnats d'Europe juniors avec Nicolas Heinrich, Hannes Wilksch, Tobias Buck-Gramcko et Moritz Kretschy. Aux mondiaux sur piste juniors, organisés à domicile à Francfort-sur-l'Oder, il devient champion du monde de poursuite par équipes avec Keup, Wilksch, Buck-Gramcko et Kretschy en réalisant un nouveau record du monde juniors en 3 minutes et 58.793 secondes. 
En 2020, il rejoint l'équipe continentale LKT Brandenburg, puis la formation Lotto-Kern-Haus l'année suivante. En 2022, il s'illustre sur route en se classant deuxième de la Coppa della Pace, puis en remportant en solitaire le Trofeo Alcide Degasperi.

## Palmarès sur piste

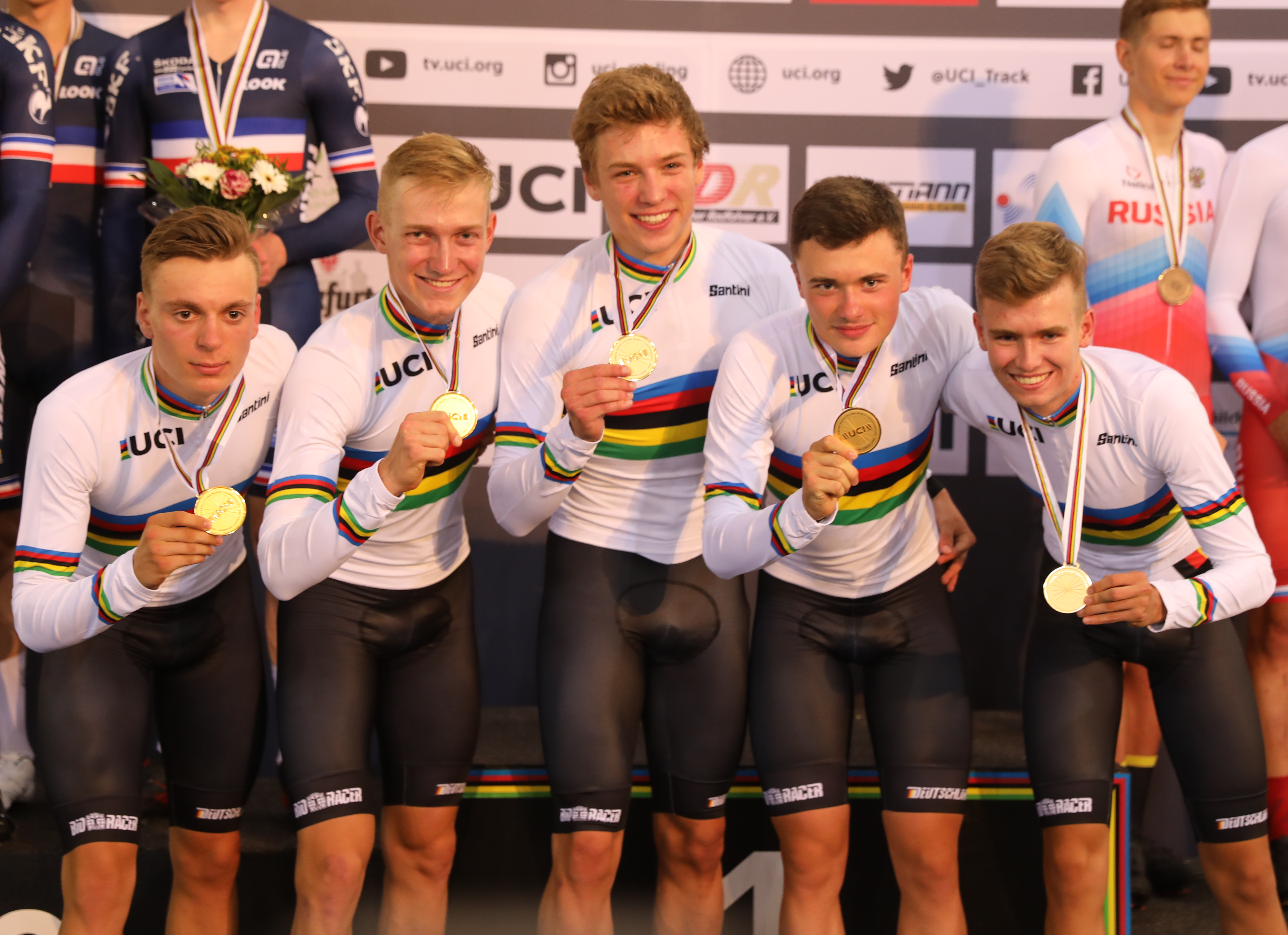
L'équipe de poursuite allemande aux mondiaux juniors de 2019 (de gauche à droite) : Hannes Wilksch, Pierre-Pascal Keup, Tobias Buck-Gramcko, Nicolas Heinrich et Moritz Kretschy.

### Championnats du monde
| Édition / Épreuve                   | Poursuite par équipes |
| Francfort-sur-l'Oder 2019 (juniors) | Or                    |
| Roubaix 2021                        | 7e                    |

### Championnats d'Europe
| Édition / Épreuve   | Poursuite par équipes | Course aux points |
| Gand 2019 (juniors) | Bronze                |                   |
| Granges 2021        |                       | Ab.               |

## Palmarès sur route

### Par années
- 2022
  - 2e étape du Tour de Allgäu
  - Trofeo Alcide Degasperi
  - 5e étape du Tour de l'Avenir (contre-la-montre par équipes)
  - 2e du Tour de Allgäu
  - 2e de la Coppa della Pace
  - 2e du Tour de Sebnitz
- 2023
  - Erzgebirgsrundfahrt
  - 2e du Tour de Sebnitz
  - 2e de Paris-Tours espoirs

### Classements mondiaux
| Année                                 | 2022 | 2023 |
| ------------------------------------- | ---- | ---- |
| Classement mondial                    | 793e | 816e |
| UCI Europe Tour                       | 596e | nc   |
|                                       |      |      |
| Légende : nc = non classéSource : UCI |      |      |